# Coperonus gracilis
Coperonus gracilis is een pissebed uit de familie Munnopsidae. De wetenschappelijke naam van de soort is voor het eerst geldig gepubliceerd in 1992 door Brandt.